# Greenhithe
Greenhithe – wieś w Anglii, w hrabstwie Kent, w dystrykcie Dartford. Leży 27 km na północny zachód od miasta Maidstone i 30 km na wschód od centrum Londynu. W 2015 miejscowość liczyła 7670 mieszkańców.